# Температура розм'якшення
Температура розм'якшення — температура або температурний інтервал, за якої(го) тіло із відносно твердого стану переходить у в'язко-текучий.

## Визначення
Під час брикетування вугілля зі зв'язуючими, температуру розм'якшення визначають за методиками «Кільце і кулька», «Кільце і стержень». Температура розм'якшення зв'язуючих у процесі брикетування вугілля — важливий технологічний параметр, за яким визначають режим пресування. Наприклад, під час брикетування вугілля зі зв'язуючими для нафтозв'язуючих вона становить 70—75 °C, а для кам'яновугільного пеку — 80—85 °C.

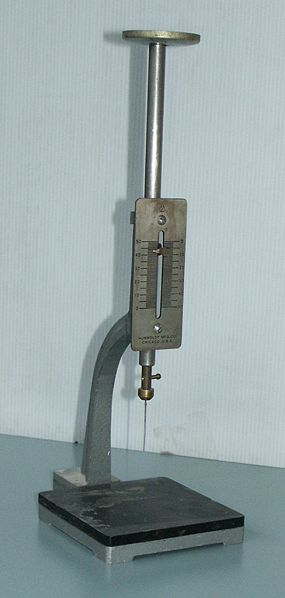
Голка Віка

## Температура розм'якшення за Віка
Визначається пенетраційно за допомогою приладу Віка.
Температура розм'якшення за Віка або твердість за Віка — це визначення точки розм'якшення для матеріалів, які не мають певної точки плавлення, наприклад пластмас. Її приймають як температуру, за якої зразок проникає на глибину 1 мм голкою з плоским кінцем із круглим або квадратним поперечним перерізом 1 мм2. Для тесту Віка А використовується навантаження 10 Н. Для тесту Віка B навантаження становить 50 Н. Він названий на честь французького інженера Луї Віка.
Стандарти для визначення точки розм'якшення Віка включають ASTM D 1525 та ISO 306, які в основному еквівалентні.
Температуру розм'якшення Віка можна використовувати для порівняння теплових характеристик різних матеріалів.